# Maulana Yousaf Qureshi
Maulana Yousaf Qureshi, imam i den pakistanska staden Peshawar, vilken 17 februari 2006 ska ha utfärdat en fatwa för hädelse mot tecknarna av karikatyrteckningarna i Jyllands-Posten (se Muhammedbilderna i Jyllands-Posten) och utfäst en belöning på 7 500 000 rupier och en bil till den som verkställer dödsdomen.